# Tefilin

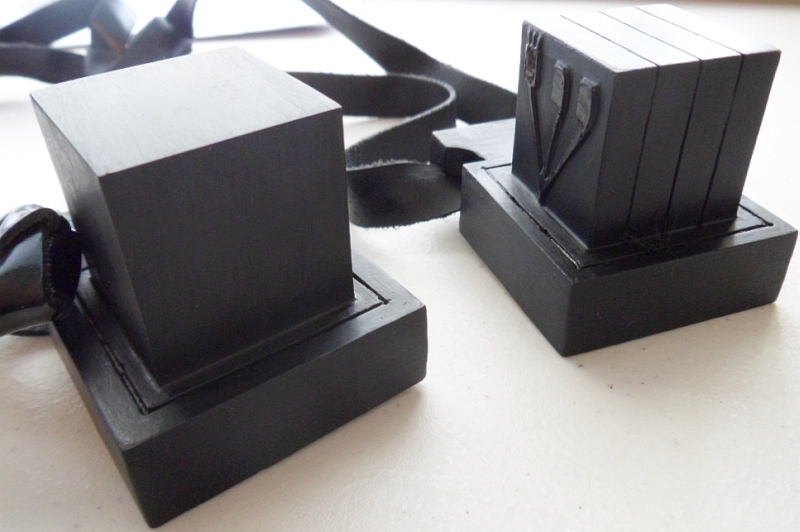
Tefilin

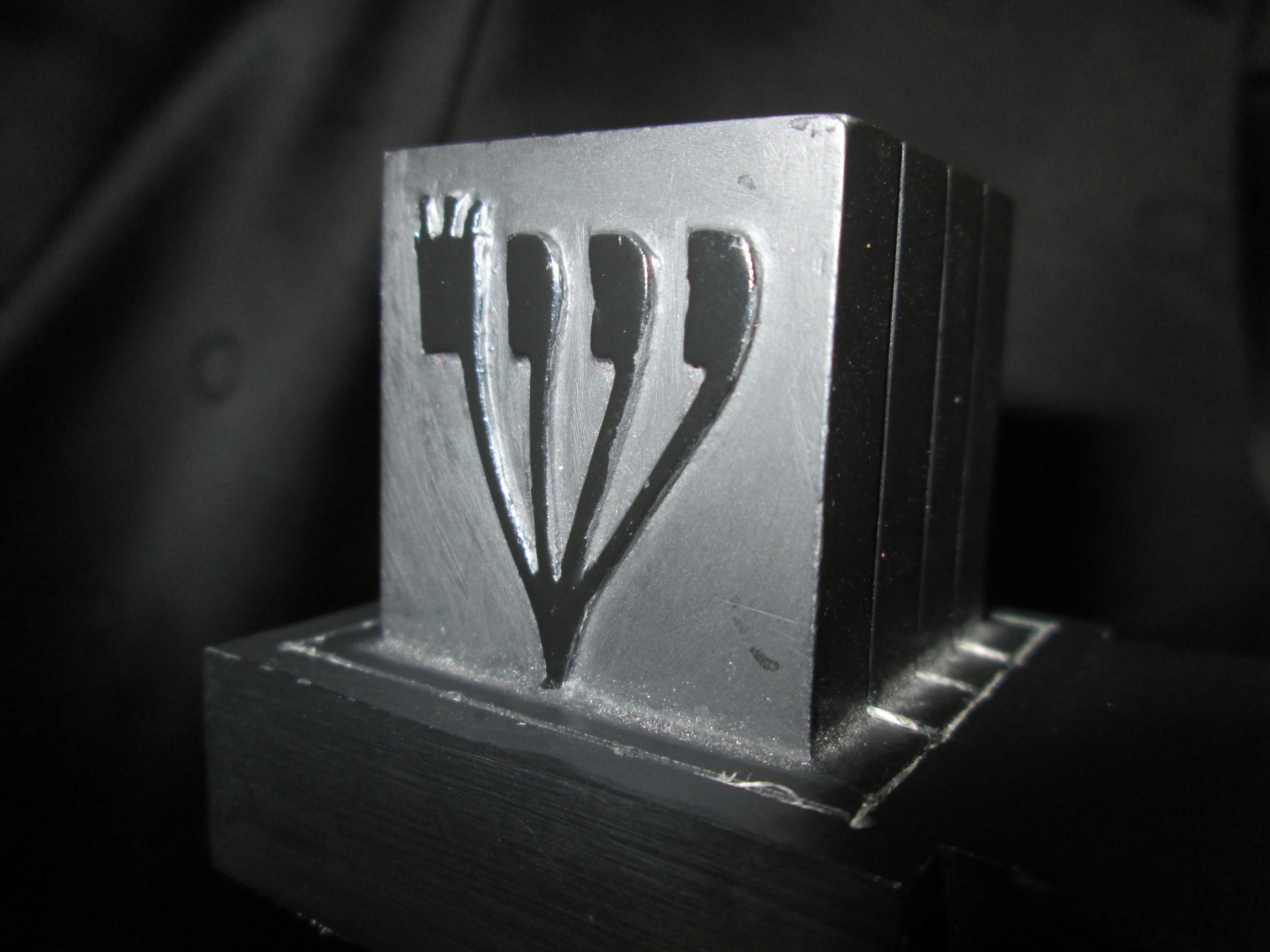
Tefilin z czteroramienną literą Szin

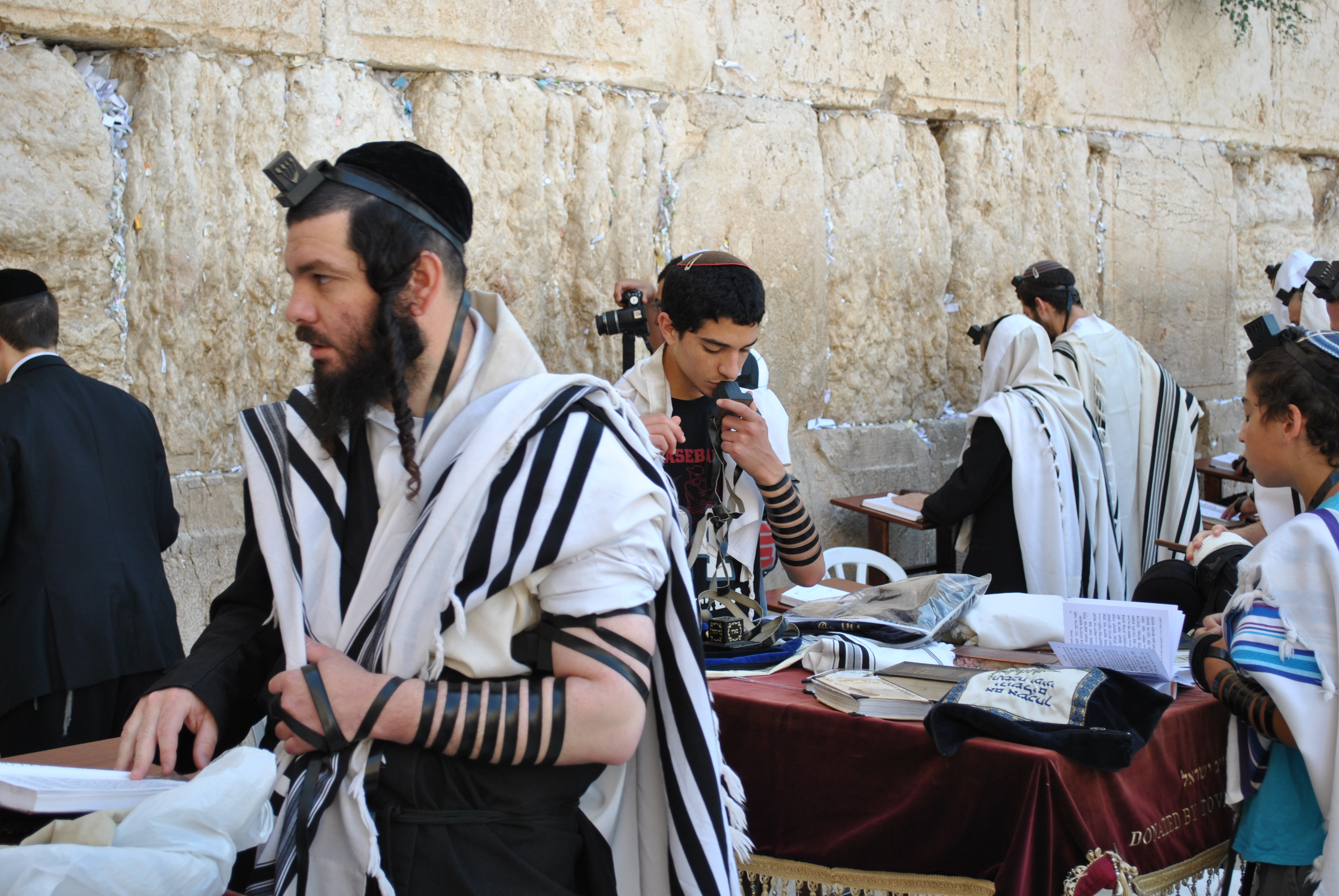
Żyd noszący filakterie

Tefilin, tfilin, filakterie (hebr. ‏תְּפִלִּין‎ lub ‏תפילין‎ –  przedmioty modlitewne, z aramejskiego – ozdoby) – dwa czarne skórzane pudełeczka wykonane z jednego kawałka skóry koszernego zwierzęcia, w których znajdują się cztery ustępy Tory, ręcznie przepisane w języku hebrajskim przez sofera.
Tefilin, tak jak talit, są noszone podczas codziennych modlitw w dni powszednie przez dorosłych mężczyzn. W szabat i święta nie ma obowiązku zakładania tefilin, a niektóre autorytety rabiniczne twierdzą, że zakładanie go w te dni jest zabronione. Pudełeczka przywiązuje się rzemieniem do czoła (tefilin szel rosz) i lewego ramienia (u leworęcznych prawego) (tefilin szel jad). W obu pudełeczkach znajduje się ten sam tekst, z tym że w tefilin noszonym na ramieniu zapisany na jednym kawałku pergaminu, a w noszonym na głowie – na czterech kawałkach. Fragmenty Tory są napisane na pergaminie ze skóry koszernego zwierzęcia.
Są to Księga Wyjścia 13, 1–10 i 11–16 oraz Księga Powtórzonego Prawa 6, 4–9 i 11, 13–21. Zawierają one przykazania noszenia tefilin, odmawiania modlitwy Szema, przybijania mezuzy na framudze drzwi domu i wiązania cicit. Przestrzeganie tych przykazań ma przypominać żydom o obowiązkach Tory. Zapisane w tefilin fragmenty Tory stanowią również modlitwę Szema i tekst zawarty w mezuzie. Tekst mówi o powodzeniu, szczęściu i bezpieczeństwie wypływającym z przestrzegania micwot oraz o nieszczęściach, które przyjdą w przypadku ich zaniedbywania.
Pochodząca z greckiego nazwa filakterie (amulety) nawiązuje do przypisywanej im mocy ochronnej. Tefilin na ramieniu umieszczany jest w pobliżu serca, aby jego pragnienia podporządkować służbie Bogu. Tefilin na głowie służy skierowaniu myśli na Torę.
Kiedyś tefilin noszone były cały dzień. W diasporze ograniczono ich zakładanie na czas modlitw. Obowiązek noszenia filakterii ciąży na mężczyznach od trzynastego roku życia, chociaż zakładają je również wcześniej, aby wprawić się w ich noszeniu. Współcześnie filakterie zaczęły zakładać kobiety należące do reformowanego i konserwatywnego nurtu judaizmu, a także niektórych, bardziej liberalnych społeczności ortodoksyjnych.